# Hubert Védrine
Hubert Védrine (født 31. juli 1947 i Saint-Sylvain-Bellegarde, Frankrig) er fransk politiker fra det franske socialistparti Parti Socialiste.  
Védrine var diplomatisk rådgiver for præsident Mitterrand og var fra 1991 til 1995 generalsekretær for Mitterrands præsidentskab. Han var herefter udenrigsminister i Lionel Jospins regering fra 1997 til 2002.